# Saluki
Saluki tiếng Ả Rập: سلوقی / ALA-LC: salūqī/Tiếng Ba Tư:سلوکی,سگ تازی hay còn gọi là Slougui, chó săn xám Ả rập (Arabischer Windhund) (Sloughi Moghrebi) (Arabian Sighthound) (Levrier Marocain) Chó Hoàng gia Ai Cập hay Chó săn xám Ba Tư, Chó săn thỏ vùng Vịnh Ba Tư (persian greyhound), Chó săn linh dương gazelle (gazelle hound) là một giống chó cổ thuộc dòng chó săn đuổi có nguồn gốc từ vùng Trung Đông. Loài chó này sử dụng vào việc săn thỏ, săn linh dương, chúng là một thợ săn trên sa mạc. Chúng là một giống chó có giá cao, giá trung bình cho một con chó Saluki vào khoảng 2.000 USD.
Saluki là một trong những giống chó được con người thuần hóa sớm nhất trong lịch sử. Loài chó này xuất hiện trên cả những bức vẽ trong lăng mộ Ai Cập, với niên tuổi khoảng 2.100 năm trước Công nguyên và còn xuất hiện cả trong Kinh thánh. Ngày nay, chúng vẫn là giống chó được con người ưa chuộng, xuất hiện nhiều trong các gia đình quyền quý từ Trung Đông đến Hoàng gia Anh. Thời cổ đại, Saluki từng được dùng cho các cuộc đua vì chúng có thể đạt vận tốc 60 km/h.

## Tổng quan
Saluki gắn liền với con người qua nhiều thế kỷ. Lịch sử ghi nhận rằng đây là một trong số những giống chó cổ xưa nhất đã được thuần hoá, và cũng là một trong số những loài vật được con người thuần hoá sớm nhất. Bằng chứng đầu tiên được biết đến về giống chó Saluki, còn được gọi là chó săn thỏ vùng Vịnh Péc-xích hay chó săn linh dương, là những hình hoạ cổ trong các hang động cổ đại đã tìm thấy ở vùng đồng bằng Lưỡng Hà cổ đại vào khoảng 14,000 năm trước công nguyên.
Saluki là một trong những giống chó được con người thuần hóa sớm nhất trong lịch sử. Loài chó này xuất hiện trên cả những bức vẽ trong lăng mộ Ai Cập, với tuổi đời khoảng 2.100 năm trước Công nguyên, và còn xuất hiện cả trong Kinh thánh. Ngày nay, chúng vẫn là giống chó được con người ưa chuộng, xuất hiện nhiều trong các gia đình quyền quý từ Trung Đông đến Hoàng Gia Anh. Thời cổ đại, Saluki từng được dùng cho các cuộc đua vì chúng có khả năng chạy với vận tốc 60 km/h.
Từ vùng Lưỡng Hà cổ đại, những lái thương đã mang Saluki xuyên qua Trung Đông tới vùng đồng bằng sông Nile, nơi chúng trở thành giống chó săn nổi tiếng của người Ai Cập cổ đại. Chỉ có giai cấp quý tộc mới được đặc quyền sở hữu chúng, và Saluki được gọi là "Giống chó của Hoàng gia Ai Cập". Rất nhiều những hình vẽ và bức tường tại Ai Cập còn lưu lại hình hoạ của Saluki, một số trong đó có tuổi lên đến nhiều ngàn năm và xác ướp của nhiều con Saluki cũng đã được tìm thấy trong lăng mộ của chủ chúng.
Những cuộc săn thường diễn ra thưa thớt trên sa mạc, và những người Arab du mục cần thịt để sinh sống. Họ tìm được một khả năng lý tưởng của giống chó Saluki. Đây cũng là giống chó có phẩm chất cao quý của người dân Ả Rập, người dân rất đề cao giống chó này vì phẩm chất và tính độc lập của chúng, cũng như kỹ năng, sự can đảm của chúng trong những cuộc săn và sự trung thành với chủ. Tại Bắc Mỹ, giống chó thanh lịch nhưng mạnh mẽ này được gọi là Saluki.
Hình ảnh Saluki còn được tìm thấy trên các đồ gốm và trong hầm mộ ở vùng Trung Đông. Trong văn học của người Assyrians, Babylonians và Sumerians cũng đề cập đến giống chó này với những từ ngữ tuyệt mỹ. Sau đó, người A-rập còn ca ngợi Saluki trong các lời thơ và bài hát với tên slughi, có nguồn gốc từ vùng Saluq, một thành phố đã biến mất ở vùng Nam A-rập. Abu Nuwas – một nhà thơ Arab nổi tiếng ở thế kỷ thứ 8 cũng đã nhắc đến Saluki trong những bài thơ của ông. Ánh nhìn Saluki lướt qua đâu, nơi đó bừng lên như ngọn lửa soi rọi, miên man rực sáng và Như cánh chim ưng sải cánh trên sa mạc cát hoang vu, chúng băng qua và thống trị mặt đất với bốn bàn chân kiêu hãnh.

## Đặc điểm
Hình dáng tổng thể của giống chó này tạo ấn tượng về sự duyên dáng và cân đối, với khả năng chạy đuổi tốt cùng với sự dẻo dai, mạnh mẽ và linh hoạt. Chúng có loại lông ngắn, các đặc điểm cần phải thống nhất với điểm khác biệt là có bộ lông ngắn. Mắt chúng nằm sâu, rất sáng và sắc, do đó cho phép Saluki dễ dàng nhận ra và đuổi bắt con mồi trên sa mạc hoang vu. Đôi tai của Saluki phủ sát vào đầu, với đám lông dài che phủ có một khả năng nghe thính nhạy. Răng và hàm chắc khoẻ với hàm răng hoàn chỉnh, phát triển tốt và có miếng cắn hình cắt kéo. Chúng cảnh giác với người lạ, nhưng không hoảng sợ hay hung dữ, tính tình thông minh và độc lập.
Chiều dài người từ điểm đầu vai tới khấu đuôi tương đương với chiều cai tính đến vai, mặc dù giống chó này luôn tạo cho người xem một ấn tượng rằng người chúng dài hơn so với chiều dài thực của chúng. Saluki khi đứng cao khoảng 23 tới 28 inches (58 tới 71 cm), nặng khoảng 40 tới 50 cân anh (18-22,5 kg), có thể đạt vận tốc tối đa tới 50 dặm một giờ (80 km/h). Kéo dài với vùng đầu chúng là cái cổ rất cong, linh hoạt, một bờ vai lực lưỡng và một tấm lưng hơi cong và mạnh mẽ tới tận hông. Toàn thể con chó toát lên vẻ gọn gàng, tinh xảo, cao quý và duyên dáng và cân đối. Dáng vẻ thanh lịch và hoàn hảo để thực hiện một chức năng cụ thể săn mồi trên những vùng đất bằng phẳng và rộng lớn. Với khả năng thính giác, quan sát cũng như sức mạnh của chúng, khó có con mồi nào có thể trốn thoát khỏi chúng trong cuộc săn.

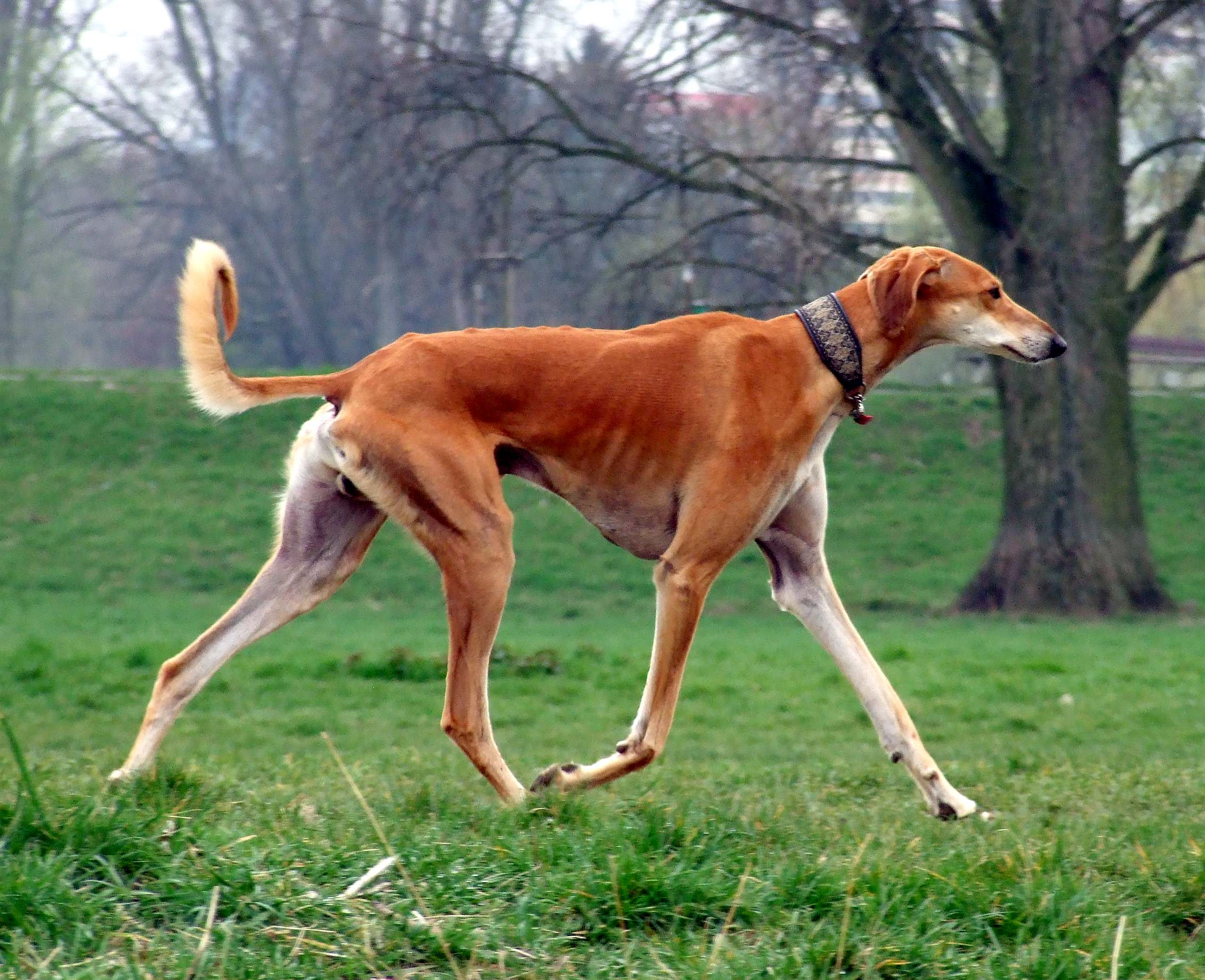
Một con Saluki lông mượt

Bộ lông của Saluki có rất nhiều màu sắc, và có hai loại lông và lông ngắn và lông dài. Có giả thuyết cho rằng những tộc người du mục nuôi hai giống Saluki hoàn toàn khác nhau, giống lông vàng và nâu trên vùng sa mạc cát cháy ở Syria và giống chó có màu đen trên vùng đất bằng phẳng phì nhiêu hình thành từ dung nham ở vùng Lưỡng Hà. Giống chó được nuôi ở vùng bắc Syria, Iraq và Iran, gọi là vùng phía bắc, được nuôi để săn trên vùng có khí hậu lạnh, đã núi lởm chởm của những nước này, và do đó, chúng phát triển lớp da dày, lông dài để chống lại khí hậu khắc nghiệt. Giống cho nuôi tại vùng Peninsula và Ai Cập, được gọi là vùng phía nam, mới thực sự là giống chó săn của vùng sa mạc, cao, chân dài và không có lông dài trên thân mình.
Chúng chuyển động mềm mại, liên tục một cách nhẹ nhàng và không cần cố gắng khi chạy nước kiệu. Các bước chuyển động và chân lên xuống nhẹ nhàng, không có vẻ mạnh mẽ như ngựa nhưng không nặng nề. Những người chủ thường dành sự chăm sóc đặc biệt và sự huấn luyện rất kiên nhẫn cho giống chó này. Ban đầy, những con Saluki nhỉ được huấn luyện săn chuột và thỏ. Khi đã trưởng thành cả về dáng vóc, tinh khôn, tốc độ và sức mạnh, chúng được huấn luyện về để có thể tham gia các cuộc săn linh dương gazen. Sau hàng ngàn năm thực hiện chức năng săn đuổi trên những vùng sa mạc bằng phẳng, không có cây cối, kỹ năng của giống chó này đã được sử dụng trong các cuộc thi cần tốc độ.

## Huấn luyện
Truyền thống nuôi Saluki bắt nguồn từ những tộc người A-rập. Những người đàn ông của vùng sa mạc tin rằng chúng là những con vật hoàn hảo và có giá trị hơn phần lớn những thứ khác. Đạo Hồi cho các giống chó là loài vật không sạch sẽ, nhưng có một ngoại trừ đặc biệt cho giống Saluki này. Nhiều người tin rằng chúng được trao cho con người như một quà tặng của Đức Allah cho những tộc người A-rập, do đó, Slauki còn có tên là el-Hur, nghĩa là "quý tộc hàng đầu"." Truyền thuyết cũng kể rằng đấng tiên tri Muhammad cũng sở hữu một con Saluki mà người dùng để đi săn. Chỉ có những con ngựa thuần chủng và lạc đà là sánh nổi với Saluki trên vùng sa mạc cát. Với Saluki, có thể nói rằng, những người A-rập du mục phụ thuộc vào chúng, chứ không phải là ông chủ của giống chó này.

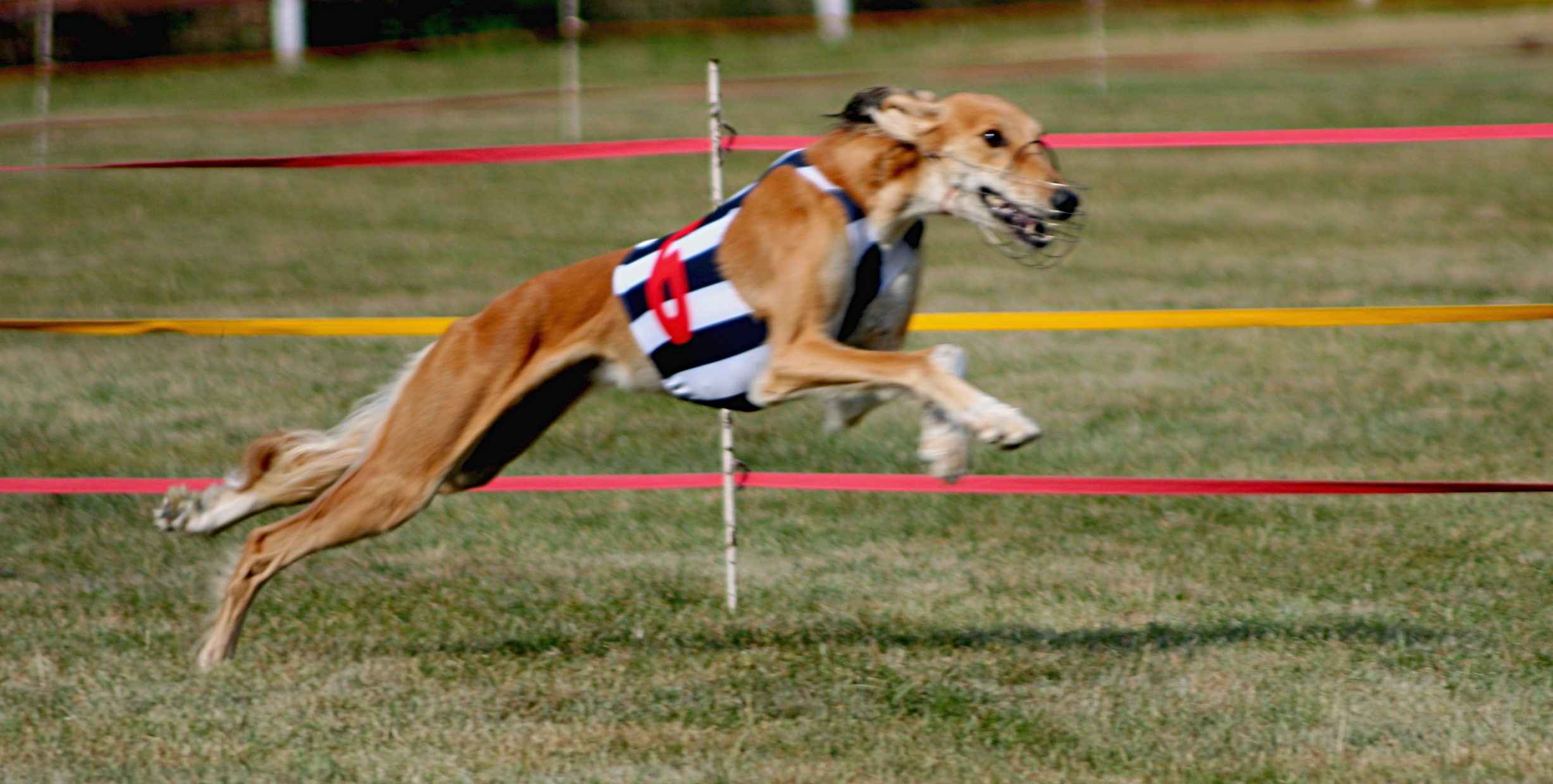
Một con Saluki trên đường đua

Như một vị khách đặc biệt, Saluki được phép thoải mái ra vào ngôi nhà của người chủ, cũng như các túp lều du mục và những nơi khác, những nơi mà chúng có thể ngủ trên những tấm thảm hoặc đệm của người chủ, đôi lúc ngay bên cạnh những người trong gia đình nhà chủ của chúng. Lòng trung thành của chúng là một huyền thoại về việc Saluki chỉ săn những con mồi cho chủ của chúng mà không săn cho bất cứ ai khác. Nhiều người A-rập du mục cho rằng, Saluki nếu được huấn luyện chu đáo sẽ biết cách mang những con thỏ về cho chủ khi chúng thấy cảm nhận thấy sự cần thiết.
Gia phả của Saluki là một vật được bảo vệ rất cẩn mật. Những người A-rập du mục học thuộc phả hệ của con chó và truyền miệng lại cho thế hệ sau chứ không viết ra. Chó cái, khi động dục sẽ không được phép phối giống với những con chó lạ. Nếu việc ngoài ý muốn này xả ra, những con chó con không thuần chủng đó sẽ bị giết bỏ. Những con chó Saluki nhỏ không được bán, chúng chỉ được mang tặng như món quà cho những vị khách quý.

## Du nhập
Chúng đã được đến phương Tây, Saluki được giới thiệu với châu Âu trong những cuộc thập tự chinh từ thế kỷ 11 cho đến hết thế kỷ 13. Cả những chiến binh và những nhà quý tốc tham gia cuộc chiến trong lực lượng quân đội Thiên chúa giáo châu Âu đã bị mê hoặc bởi tốc độ và vẻ đẹp của Saluki, và cũng bị mê hoặc bởi khả năng săn đủôi của chúng. Một vài người lính đã mang theo bên mình họ những chú Saluki về châu Âu. Tuy nhiên, giống chó này không được công nhận tại châu Âu cho tới vài thế kỷ sau. Chỉ có một ngoại lệ là tại vùng Sicily ở phía Nam nước Ý, nhà vua Frederick II của vùng Sicily, người đã thống trị vùng này trong thế kỷ 13 là một người bảo trợ lớn của giống chó Saluki. Ông ta đã tạo dựng tên tuổi cho giống chó này và giới thiệu chúng với khắp lãnh thổ của ông ta.

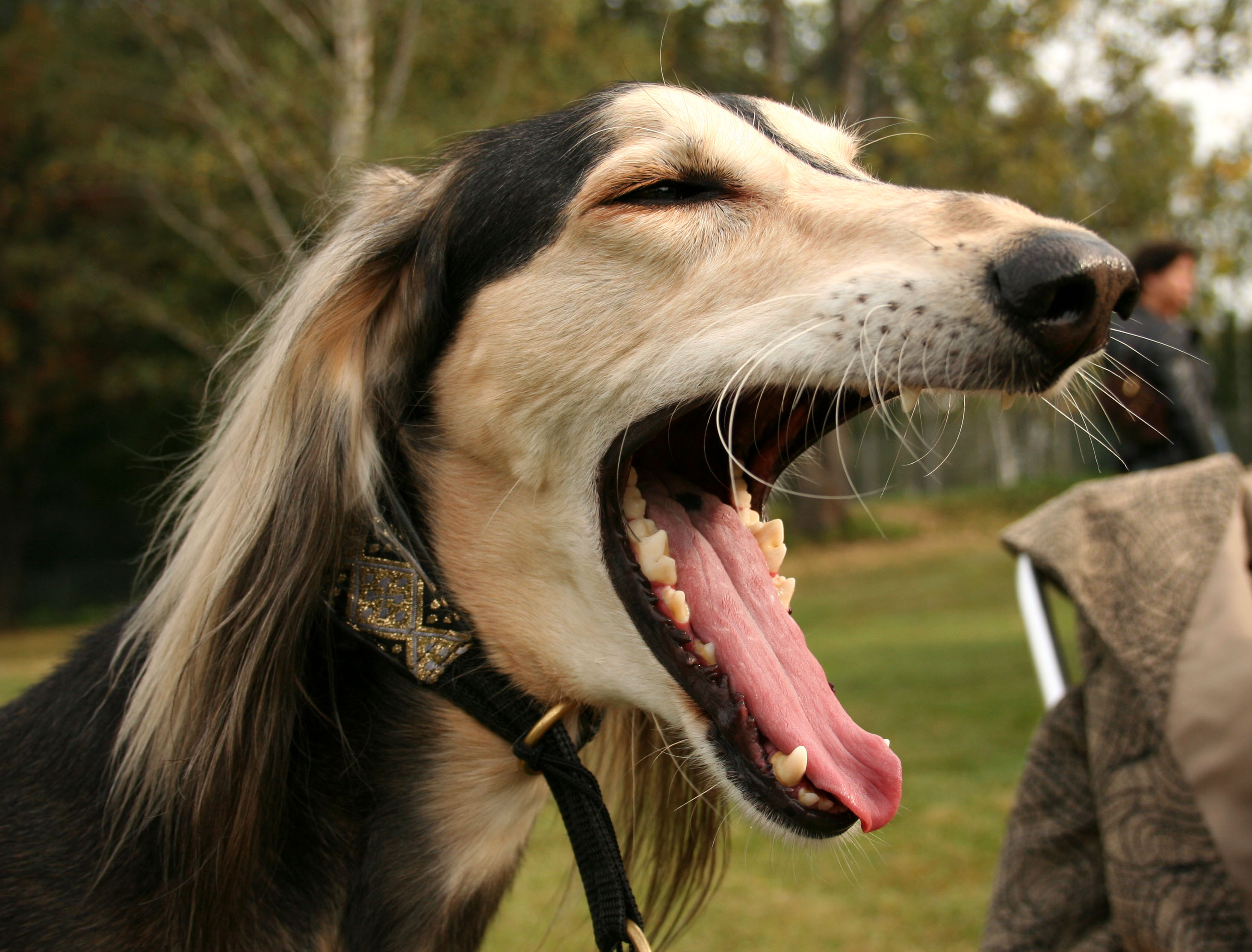
Một con Saluki

Với sự chiếm đóng thế giới A-rập của thực dân Anh và Pháp, hai nước Anh và Pháp trỏ thành những quốc gia châu Âu đầu tiên phát triển giống chó Saluki. Florence Amherst là người đầu tiên nhập khẩu giống chó này ở vùng phía nam châu Âu và Anh Quốc trong thế kỷ 19. Sau đó, giống chó Saluki vùng phía bắc châu Âu cũng được xuất khẩu tới Anh. Hiện tại, giống chó Saluki của Mỹ là sự pha trộng của hai dòng chó Saluki này. Mặc dù Saluki đôi khi còn được gọi là giống chó săn thỏ greyhound vùng phía đông hay giống chó săn linh dương gazelle ở vùng phía tây, nhưng thực sự thì chúng không phải là giống chó săn thỏ thuần tuý. Giống chó sloughi ở vùng Bắc Phi và chó greyhound là thuộc cùng một giống chó như Saluki vào thời gian đầu của việc thuần hoá loài chó. Một số khác tin rằng greyhound và sloughi có nguồn gốc từ giống chó Saluki. Hiện nay, chúng đã được công nhận là những giống chó riêng rẽ.
Đến nay, Saluki có rất nhiều chủng loại khác nhau và sự đa dạng này được khuyến khích như một đặc trưng của giống chó. Nguyên nhân của sự đa dạng của giống chó xuất phát từ điểm đặc thù trong truyền thống của người A-rập, cũng như khu vực rộng lớn ở vùng Trung Đông, nơi mà Saluki được dùng để đuổi và bắt mồi từ hàng ngàn năm trước. Ban đầu, mỗi tộc người đều có những đàn Saluki hộ tống trong các cuộc săn bắt trong lãnh thổ của họ. Theo truyền thống của người Ả rập ở Trung Đông, Saluki không được dùng để bán mà chỉ dùng để làm quà tặng đặc biệt cho những vị khách danh dự. Theo đó, giống chó này được những vị khách châu Âu mang về như những món quà tặng từ nhiều vùng đất, khí hậu rất rất khác nhau của Trung Đông, và chúng lại tiếp tục được mang về nuôi dưỡng trên nhiều vùng khí hậu khác nhau ở châu Âu.
Năm 1923, Vương quốc Anh đã lần đầu tiên ghi nhận chính thức bản tiêu chuẩn của giống chó này ở châu Âu, và dựa vào đó để xây dựng và công nhận cho tiêu chuẩn của giống chó Saluki với những nguồn gốc khác nhau của giống chó này tại châu Âu. Giống chó Saluki được tìm thấy ở tất cả các vùng đất A-rập, Bắc Phi và phần lớn các quốc gia Tây Á, nhưng với số lượng ít hơn trước. Giống chó Saluki cũng đang đi cùng trên con đường của những người du mục: tập trung sống trong xã hội hiện đại. Khi những người du mục cổ đại chuyển tới những thành phố sinh sống, công việc săn bắn truyền thống dùng chó dần dần ít được sử dụng. Những nhóm người còn giữ lối sống du mục vẫn sử dụng chó Saluki để đi săn, nhưng những con linh dương gazelle là con mồi chính của họ đã gần như tuyệt chủng do bị săn bắn quá mức với những thứ vũ khí hiện đại.
Những con Saluki còn lại chỉ còn được nuôi để làm bạn và vì tình cảm giữa người và chó. Hoàng gia một số vùng vẫn nuôi Saluki với số lượng nhiều nhưng những con chó này chỉ còn được nuôi làm bạn và cho các môn thể thao. Trong khi đó, Saluki đã được phát triển mạnh ở châu Âu và bắc Mỹ. Không ồn ào và gây hấn, luôn sạch sẽ và hãnh diện, không có mùi, thậm chí một số con còn có mùi thơm tự nhiên, chúng đã trở thành một vật nuôi làm bạn lý tưởng. Với tính trung thành và khả năng biểu cảm, những người nuôi chúng ngày càng phổ biến hơn.